# Черепные
Черепны́е (лат. Craniata) — клада (часто в ранге подтипа) хордовых животных, включающая в себя позвоночных животных (Vertebrata), миног (Petromyzontida) и миксин (Myxini) (последние два ранее причислялись к позвоночным). Отличительной особенностью группы является наличие оформленного черепа, что и дало название группе.